# Liste des œuvres de Frederick Delius

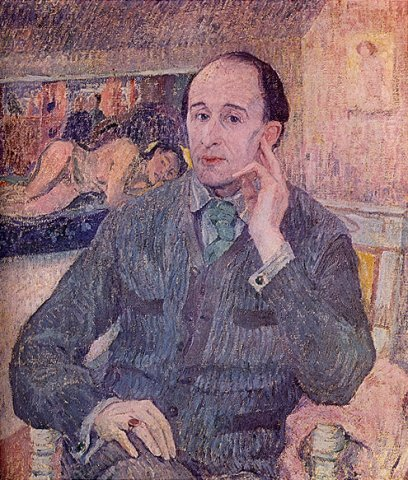
Portrait de Delius par Jelka Rosen (1912)

Les compositions de Frederick Delius (1862–1934) couvrent de nombreux genres dans un style qui s'est développé au début avec les influences de compositeurs tels que Edvard Grieg et Richard Wagner vers un style unique et propre à Delius. Il commença sérieusement la composition à un âge avancé (son premier chant a été composé dans sa vingtaine) et sa musique fut en grande partie inconnue et non jouée jusqu'au début du XXe siècle. Il fallut dix années supplémentaires pour que son travail fût accepté facilement dans les salles de concert et ce plus souvent en Europe que dans son pays d'origine, l'Angleterre. Une mauvaise santé le fit abandonner la composition au début des années 1920 et il resta silencieux plusieurs années avant que les services d'un copiste dévoué, Eric Fenby, permettent à Delius à se remettre à composer en 1928.

## Liste chronologique des œuvres majeures
Les œuvres majeures sont celles identifiées comme telles par Eric Fenby.

### Œuvres de jeunesse, 1887–1899
- 1887: Florida Suite
- 1890–92: (Opéra) Irmelin
- 1893–95: (Opéra) The Magic Fountain
- 1895–97: (Opéra) Koanga
- 1897: (Musique de scène) Folkeraadet
- 1897: Concerto pour piano et orchestre (version originale)[3]
- 1899: Paris: The Song of a Great City

### Œuvres période 1900–06
- 1900–01: (Opéra) A Village Romeo and Juliet
- 1902: (Opéra) Margot-la-Rouge
- 1903: Appalachia: Variations on a Slave Song
- 1903–04: Sea Drift (en) (mise en musique d'un poème de Walt Whitman)
- 1904–05: A Mass of Life (texte de Friedrich Nietzsche)
- 1906: Concerto pour piano et orchestre (avec le premier mouvement revu)[3]
- 1906–07: Songs of Sunset (en) (poèmes d'Ernest Dowson)

### Œuvres période 1907–24
- 1907: Brigg Fair (en)
- 1908: In a Summer Garden
- 1909–10: (Opéra) Fennimore and Gerda
- 1911: An Arabesque (poèmes de Jens Peter Jacobsen)
- 1911: A Song of the High Hills (chœur sans paroles)
- 1911–12: Summer Night on the River
- 1911–12: En entendant le premier coucou au printemps
- 1912: Life's Dance (révision du poème symphonique La ronde se déroule de 1899)
- 1913–14: North Country Sketches
- 1914: Sonate pour violon et piano n° 1 (commencée en 1905)
- 1914–16: Requiem (texte de Heinrich Simon (de))
- 1915–16: Double concerto pour violon, violoncelle et orchestre
- 1916: Concerto pour violon et orchestre
- 1916: Dance Rhapsody No. 2
- 1916: Quatuor à cordes
- 1916: Sonate pour violoncelle et piano
- 1917: Eventyr (Once Upon a Time)
- 1918: A Song Before Sunrise
- 1920–23: (Musique de scène) Hassan (pièce de James Elroy Flecker)
- 1921: Concerto pour violoncelle et orchestre
- 1923: Sonate pour violon et piano n° 2

### Dernières œuvres
- 1929–30: A Song of Summer
- 1930: Sonate pour violon et piano n° 3
- 1930: Songs of Farewell (mise en musique de poèmes de Walt Whitman)

## Liste des œuvres par genre

### Œuvres dramatiques
| Année(s) de composition | Titre                      | Genre            | Création                                                                               | Commentaires                           | Ref.  |
| ----------------------- | -------------------------- | ---------------- | -------------------------------------------------------------------------------------- | -------------------------------------- | ----- |
| 1888                    | Zanoni                     | Musique de scène |                                                                                        |                                        | [ 3 ] |
| 1890–92                 | Irmelin                    | Opéra            | Oxford, 4 mai 1953                                                                     | Livret : E. Graham, T. Round           | ,     |
| 1893–95                 | The Magic Fountain         | Drame lyrique    | Représentation radiodiffusée, BBC 1977                                                 | Livret : Delius                        | ,     |
| 1895                    | Koanga                     | Drame lyrique    | Elberfeld, 30 mars 1904                                                                | Livret : C.F. Keary, after G.W. Cable  | ,     |
| 1897                    | Folkeraadet                | Musique de scène | Christiania, octobre 1897                                                              | Pièce de Gunnar Heiberg                | ,     |
| 1900–01                 | A Village Romeo and Juliet | Drame lyrique    | Berlin, 21 octobre 1907                                                                | Livret : C.F. Keary, after G.W. Cable  | ,     |
| 1902                    | Margot la rouge            | Drame lyrique    |                                                                                        | Livret : I. Rosenval                   | ,     |
| 1909–10                 | Fennimore and Gerda        | Opéra            | Francfort-sur-le-Main, octobre 1919                                                    | Livret : Delius, d'après J.P. Jacobsen | ,     |
| 1920–23                 | Hassan                     | Musique de scène | Darmstadt, 1 juin 1923 Première représentation complète à Londres le 30 septembre 1923 | Pièce de James Elroy Flecker           | [ 3 ] |

### Œuvres orchestrales
| Année(s) de composition | Titre | Création                                          | Commentaires                                               | Ref.  |
| ----------------------- | --- | ------------------------------------------------- | ---------------------------------------------------------- | ----- |
| 1887                    | Florida Suite                                                                                               | Leipzig, 1888                                     | Révision en 1889                                           | [ 3 ] |
| 1888                    | Hiawatha (poème)                                                                                            |                                                   |                                                            | [ 3 ] |
| 1888                    | Rhapsodic Variations                                                                                        |                                                   | Incomplet                                                  | [ 3 ] |
| 1888                    | Three pieces for string orchestra                                                                           |                                                   |                                                            | [ 5 ] |
| 1889                    | Idylle de Printemps                                                                                         |                                                   |                                                            | [ 3 ] |
| 1889–90                 | Suite orchestrale (Petite Suite No. 1)                                                                      | Londres, 18 novembre 1946                         |                                                            | [ 3 ] |
| 1889 (approx.)          | Suite of 3 Characteristic pieces                                                                            |                                                   |                                                            | [ 5 ] |
| 1889 (approx)           | marse Française                                                                                             |                                                   |                                                            | [ 5 ] |
| 1890                    | Three small tone-poems: 1 Summer Evening; 2 Winter Night (Sleigh Ride); 3 Spring Morning                    | Londres, 2 janvier 1949                           |                                                            | [ 3 ] |
| 1890 (approx.)          | A l'Amore                                                                                                   |                                                   |                                                            | [ 5 ] |
| 1890                    | Suite orchestrale (Petite Suite No. 2)                                                                      |                                                   |                                                            | [ 3 ] |
| 1890–92                 | Paa Vidderne (On the Mountains) - poème symphonique                                                         | Christiania, Norvège, 10 octobre 1891             |                                                            | [ 3 ] |
| 1895–97                 | Over the hills and far away (ouverture fantaisie)                                                           | Londres, 30 mai 1899                              |                                                            | ,     |
| 1896                    | Appalachia: an American rhapsody                                                                            |                                                   | Version orchestrale, plus tard arrangée pour solo et chœur | [ 3 ] |
| 1899                    | La Ronde se déroule                                                                                         | Londres, 30 mai 1899                              | révision, 1901, sous le titre Lebenstanz                   | [ 3 ] |
| 1899                    | Paris - The Song of a Great City                                                                            | Elberfeld, 1901                                   |                                                            | ,     |
| 1901                    | Lebenstanz                                                                                                  | Düsseldorf, février 1904                          | Révision en 1912                                           | ,     |
| 1907                    | Brigg Fair (en)                                                                                             | Basle, 1907                                       |                                                            | ,     |
| 1908                    | In a Summer Garden                                                                                          | Londres, 11 décembre 1909                         | Delius dirigea la première représentation                  | ,     |
| 1908                    | Dance Rhapsody (No. 1)                                                                                      | Hereford (Three Choirs Festival) 8 septembre 1909 | Delius dirigea la première représentation                  | ,     |
| 1911–12                 | Two pieces for small orchestra: 1. En entendant le premier coucou au printemps 2. Summer Night on the River | Leipzig, 2 octobre 1913                           |                                                            | ,     |
| 1912                    | Life's Dance (version finale)                                                                               | Berlin, 1912                                      | Révision de la version de 1901                             | [ 3 ] |
| 1913–14                 | North Country Sketches                                                                                      | Londres, 10 mai 1915                              |                                                            | ,     |
| 1915                    | Air and Dance                                                                                               | Londres, Aeolian Hall, 16 octobre 1929            |                                                            | [ 3 ] |
| 1916                    | Dance Rhapsody (No. 2)                                                                                      |                                                   |                                                            | [ 3 ] |
| 1917                    | Eventyr (Once Upon a Time)                                                                                  | Londres. 11 janvier 1919                          |                                                            | [ 3 ] |
| 1918                    | A Song before Sunrise                                                                                       |                                                   |                                                            | [ 3 ] |
| 1918                    | Poem of Life and Love                                                                                       |                                                   | Incomplete, lost                                           | [ 3 ] |
| 1929-30                 | A Song of Summer                                                                                            | Londres, 17 septembre 1932                        |                                                            | [ 3 ] |
| 1931                    | Irmelin prelude                                                                                             |                                                   |                                                            | [ 3 ] |
| 1931                    | Fantastic Dance                                                                                             | Londres, 12 janvier 1934                          |                                                            | [ 3 ] |

### Œuvres concertantes
| Année(s) de composition | Titre                                                      | Création                   | Commentaires                           | Ref.  |
| ----------------------- | ---------------------------------------------------------- | -------------------------- | -------------------------------------- | ----- |
| 1888                    | Suite pour violon et orchestre                             |                            |                                        | [ 3 ] |
| 1890                    | Legendes (Sagen) pour piano et orchestre                   |                            |                                        | [ 3 ] |
| 1895                    | Legende pour violon et orchestre                           |                            | Plus tard arrangé pour violon et piano | ,     |
| 1897                    | Concerto pour piano en do mineur                           | Elberfeld, 1904            | premier mouvement revu en 1906         | ,     |
|                         | Rhapsody pour piano et orchestre                           |                            |                                        | [ 5 ] |
| 1915–16                 | Double Concerto pour violon et violoncelle                 | Londres, 21 février 1920   |                                        | [ 3 ] |
| 1916                    | Concerto pour violon                                       | Londres, 30 janvier 1919   |                                        | [ 3 ] |
| 1921                    | Concerto pour violoncelle                                  | Francfort, 30 janvier 1921 |                                        | [ 3 ] |
| 1930                    | Caprice et Elegie pour violoncelle et orchestre de chambre |                            |                                        | [ 3 ] |

### Œuvres pour voix et orchestre
| Année(s) de composition | Titre                                        | Voix                                    | Création                 | Commentaires | Ref.  |
| ----------------------- | -------------------------------------------- | --------------------------------------- | ------------------------ | --- | ----- |
| 1888                    | Paa Vidderne (Mélodrame)                     | Recitation                              |                          | Arrangé en 1891 comme suite orchestrale | [ 3 ] |
| 1889                    | Sakuntala                                    | Ténor soliste                           |                          | | [ 3 ] |
| 1891                    | Maud (de Tennyson)                           | Ténor soliste                           |                          | | [ 3 ] |
| 1897                    | Seven Danish Songs                           | Voix solo (non précisé)                 | Paris, 1901              | | [ 3 ] |
| 1898                    | Mitternachtslied Zarathustras                | Chœur d'hommes                          |                          | | [ 3 ] |
| 1903                    | Appalachia: Variations on a slave song       | Chœur, baryton solo                     | Elberfeld, 1904          | | ,     |
| 1903–04                 | Sea Drift (en)                               | Chœur, baryton solo                     | Essen, 24 mai 1906       | | ,     |
| 1904–05                 | A Mass of Life                               | Chœur, solistes SATB                    | Londres, 7 juin 1909     | La partie deux fut jouée à Munich en 1908 | ,     |
| 1906–07                 | Songs of Sunset (en)                         | Chœur, solistes Mezzo-soprano & baryton | Londres, 16 juin 1911    | | ,     |
| 1907                    | Cynara                                       | Chœur, soliste baryton,                 | Londres, 18 octobre 1929 | Incomplet, terminé en 1929 | [ 7 ] |
| 1911                    | A Song of the High Hills                     | Chœur                                   | Londres, 26 février 1920 | Chœur sans paroles | ,     |
| 1911                    | An Arabesque                                 | Chœur et baryton soliste                | Newport, 1920            | | ,     |
| 1914–16                 | Requiem                                      | Chœur, solistes soprano & baryton       | Londres, 23 mars 1922    | | ,     |
| 1925                    | A Late Lark                                  | Voix solo (non précisé)                 |                          | | [ 7 ] |
| 1930                    | Songs of Farewell                            | Chœur                                   | Londres, 21 mars 1932    | | [ 7 ] |
| 1930–32                 | Idyll: Once I passed through a populous city | solistes soprano & baryton              | Londres, 3 octobre 1933  | Musique adaptée de Margot la rouge; paroles de Walt Whitman ; après la première représentation Delius allongea le morceau et le renomma Prelude and Idyll | ,     |

### Œuvres vocales avec accompagnement au piano ou sans accompagnement
| Année(s) de composition | Titre                                               | Voix/accompaniment                                     | Création                   | Commentaires | Ref.  |
| ----------------------- | --------------------------------------------------- | ------------------------------------------------------ | -------------------------- | ------------ | ----- |
| before 1887             | Six German part-songs                               | Chœur, sans accompagnement                             |                            |              | [ 3 ] |
| 1907                    | On Craig Dhu                                        | Soprano, alto, 2 ténors, 2 basses, piano               | Blackpool, 1907            |              | ,     |
| 1908                    | Wanderer's Song                                     | 2 ténors, 2 basses, piano                              |                            |              | ,     |
| 1908                    | Midsummer Song                                      | 2 sopranos, 2 altos, 2 ténors, 2 basses, piano         | Whitley Bay, décembre 1910 |              | ,     |
| 1917                    | Two songs to be sung of a summer night on the water | Soprano, alto, 2 ténors, 2 basses, sans accompagnement | Londres, 28 juin 1920      |              | [ 7 ] |
| 1923                    | The splendour falls on castle walls (de Tennyson)   | Chœur, sans accompagnement                             | Londres, 17 juin 1924      |              | [ 7 ] |

### Chants pour voix seule
| Année(s) de composition | Titre | Commentaires                                        | Ref.  |
| ----------------------- | --- | --------------------------------------------------- | ----- |
| non daté                | When other lips shall speak | Non édité                                           | [ 5 ] |
| non daté                | Der Fichtenbaum | Non édité                                           | [ 5 ] |
| 1885                    | Over the mountains high | Non édité                                           | [ 5 ] |
| 1885                    | Zwei braune Augen | Non édité                                           | [ 5 ] |
| 1888                    | Five Songs from the Norwegian: 1. Slumber Song (Bjørnsen); 2. The Nightingale (Wellhaven); 3. Summer's Eve (Paulsen); 4. Longing (Kjerulf); 5. Sunset (Munck)                                                                       |                                                     | ,     |
| 1888                    | Hochgebirgsleben | Non édité                                           | [ 5 ] |
| 1888                    | O schneller mein Ross | Non édité                                           | [ 5 ] |
| 1889                    | Chanson (de) Fortunio | Non édité                                           | [ 5 ] |
| 1889–90                 | Seven Songs from the Norwegian: 1. Cradle Song (Ibsen); 2. The Homeward Journey (Vinje); 3. Twilight Fancies (Bjørnsen); 4. Sweet Venevil (Bjørnsen); 5. Minstrel (Ibsen); 6. Love concealed (Bjørnsen); 7. The Birds Story (Ibsen) |                                                     | ,     |
| 1890                    | Skogen gir susende langsom besked | Non édité                                           | [ 5 ] |
| 1890–91                 | Songs to words by Heine: 1. Mit deinen blauen Augen ; 2. Ein schöner Stern geht auf in meiner Nacht ; 3. Hör' ich das Liedchen klingen ; 4. Aus deinen Augen fliessen meine Leider                                                  | Non édité                                           | [ 5 ] |
| 1891                    | Three English songs [Shelley]: 1. Indian Love Song; 2. Love's Philosophy 3. To the Queen of my Heart |                                                     | ,     |
| 1891                    | Lyse Naetter | Non édité                                           | [ 5 ] |
| 1893                    | Jeg horde en nyskaaren Seljeflojte | Non édité                                           | [ 5 ] |
| 1893                    | Nuages | Non édité                                           | [ 5 ] |
| 1895                    | Deux Melodies [Verlaine]: 1. Il pleure dans mon cœur ; 2. Le ciel est, par-dessus le toit | Accompaniment later orchestrated                    | [ 7 ] |
| 1895                    | Pagen hojt paa Taarnet sad | Non édité                                           | [ 5 ] |
| 1896-97                 | 7 Songs from the Danish |                                                     | [ 5 ] |
| 1898                    | Traum Rosen | Non édité                                           | [ 5 ] |
| 1898                    | Lieder nach Gedichten von Friedrich Nietzsche (Chants d'après des poèmes de Fredrich Nietzsche): 1. Nach neuen Meeren ; 2. Der Wanderer ; 3. Der Einsame ; 4. Der Wanderer und sein Schatten                                        |                                                     | [ 7 ] |
| 1898                    | Im Glück wir lachend gingen |                                                     | [ 7 ] |
| 1900                    | Two songs from the Danish: 1. The Violet; 2. Autumn | accompagnement pour orchestre de The Violet en 1908 | [ 7 ] |
| 1900                    | Black Roses |                                                     | ,     |
| 1901                    | Jeg horer i Natten | Non édité                                           | [ 5 ] |
| 1902                    | Summer Landscape | Accompagnement orchestral en 1903                   | [ 7 ] |
| 1910                    | The Nightingale has a Lyre of Gold |                                                     | ,     |
| 1911                    | La Lune blanche (poème de Verlaine) | Accompagnement orchestral en 1911                   | ,     |
| 1911                    | Chanson d'Automne (poème de Verlaine) |                                                     | ,     |
| 1913                    | I-Brasil |                                                     | ,     |
| 1913                    | Two songs for children: 1. Little Birdie; 2. The Streamlet's Slumber Song |                                                     | [ 7 ] |
| 1915–16                 | Four old English lyrics: 1. It was a lover and his lass; 2. So white, so soft, so sweet is she; 3. Spring, the sweet Spring; 4. To Daffodils                                                                                        |                                                     | [ 7 ] |
| 1919                    | Avant que tu ne t'en ailles |                                                     | [ 7 ] |

### Musique de chambre
| Année(s) de composition | Titre                     | Instruments        | Création                                      | Commentaires | Ref.  |
| ----------------------- | ------------------------- | ------------------ | --------------------------------------------- | ------------ | ----- |
| 1888                    | Premier quatuor à cordes  |                    |                                               |              | [ 7 ] |
| 1889                    | Romance                   | Violon, piano      |                                               |              | [ 7 ] |
| 1892                    | Sonate en si (mineur?)    | Violon, piano      | Achille Rivarde avec Harold Bauer, Paris 1893 |              | ,     |
| 1893                    | Deuxième quatuor à cordes |                    |                                               |              | [ 7 ] |
| 1896                    | Romance                   | Violoncelle, piano |                                               |              | [ 7 ] |
| 1905–14                 | Sonate pour violon No. 1  | Violon, piano      | Manchester, 1915                              |              | ,     |
| 1916                    | Sonate pour violoncelle   | Violoncelle, piano | Londres, 11 janvier 1919                      |              | [ 7 ] |
| 1916                    | Quatuor à cordes (1916)   |                    | Londres, 1 février 1919                       |              | [ 7 ] |
| 1923                    | Sonate pour violon No. 2  | Violon et piano    | Londres, 7 octobre 1924                       |              | [ 7 ] |
| 1930                    | Sonate pour violon No. 3  | Violon et piano    | Londres, 6 novembre 1930                      |              | [ 7 ] |

### Œuvres pour clavier
| Année(s) de composition | Titre | Création                 | Commentaires                                     | Ref.  |
| ----------------------- | --- | ------------------------ | ------------------------------------------------ | ----- |
| 1885                    | Zum Carnival |                          | composé avant le premier départ pour la Floridae | [ 5 ] |
| non daté                | Pensées mélodieuses                                                                                             |                          |                                                  | [ 5 ] |
| non daté                | Norwegian Sleigh Ride                                                                                           |                          |                                                  | [ 5 ] |
| non daté                | Badinage (Danse lente)                                                                                          |                          |                                                  | [ 5 ] |
| non daté                | Two piano pieces: 1. Valse; 2. Reverie                                                                          |                          |                                                  | [ 5 ] |
| 1919                    | Danse pour clavecin                                                                                             |                          |                                                  | [ 7 ] |
| 1922–23                 | Five piano pieces: 1-2. Mazurka and Waltz for a Little Girl; 3. Waltz; 4. Lullaby for a Modern Baby; 5. Toccata |                          |                                                  | [ 7 ] |
| 1923                    | Three piano preludes: 1. Scherzando; 2. Quick; 3. Con moto                                                      | Londres 4 septembre 1924 |                                                  | [ 7 ] |

### Œuvres incomplètes et esquisses
- Esquisses orchestrales[5]
  - Mazurka (c. 1891)
  - On the moors (Impressions of Nature)
  - Sunday morning on the moors;
  - Mountain poem
- Œuvres concertantes[5]
  - Fantaisie pour piano et orchestre
  - Second concerto pour piano
- Musique de chambre[5]
  - Vasantasena pour violon et piano (c. 1890)
  - Sonate pour violon et piano en do (c. 1923)
- Œuvres pour clavier[5]
  - Presto leggiero pour piano